# Carolina Coordes
Carolina Coordes, född 19 juli 2004 i Berlin, är en tysk simhoppare.

## Karriär

### Junior
Vid junior-EM 2022 i Otopeni tog Coordes guld i parhopp från 10-metersplattformen tillsammans med Frieda Dummer.

### Senior
Vid EM 2024 i Belgrad gjorde Coordes sin mästerskapsdebut som senior. Hon tog silver i mixat parhopp från 10-metersplattformen tillsammans med Tom Waldsteiner, brons i mixedlag tillsammans med Jana Rother, Lou Massenberg och Luis Ávila Sánchez samt slutade på 10:e plats i 10-metersplattformen. Vid simhopps-EM 2025 i Antalya tog Coordes brons i parhopp från 10-metersplattformen tillsammans med Pauline Pfeif.